# Darko Ðukić
Darko Ðukić (Niš, 11 de diciembre de 1994) es un jugador de balonmano serbio que juega de extremo derecho en el Dinamo Bucarest. Es internacional con la selección de balonmano de Serbia.

## Palmarés

### Besiktas
- Liga de Turquía de balonmano (1): 2016
- Copa de Turquía de balonmano (1): 2016

### Kielce
- Liga polaca de balonmano (2): 2017, 2018
- Copa de Polonia de balonmano (2): 2017, 2018

### Meshkov Brest
- Liga de Bielorrusia de balonmano (2): 2019, 2020
- Copa de Bielorrusia de balonmano (1): 2020

### RK Vardar
- Liga de Macedonia del Norte de balonmano (1): 2022
- Copa de Macedonia del Norte de balonmano (1): 2022

## Clubes
- RK Železničar ( -2014)
- RK Metalurg Skopje (2014-2015)
- Beşiktaş JK (2015-2016)
- Vive Tauron Kielce (2016-2018)[3]
- Meshkov Brest (2018-2020)
- Sporting de Lisboa (2020-2021)
- RK Vardar (2021-2024)
- Dinamo Bucarest (2024- )